# Karl Kälin (Autor)
Karl Kälin (* 7. Juni 1943; † 11. Januar 2023 in Hurden/SZ) war ein Schweizer Autor und Psychologe.

## Leben und Wirken
Karl Kälin absolvierte sein Doktorat an der Universität Zürich in Psychologie. Er war während seiner aktiven Zeit als Personalentwickler und Autor von psychologischer Fachliteratur tätig. Seit 1978 war er als selbstständiger Unternehmensberater tätig. Darüber hinaus entwickelte er gemeinsam mit Rolf Fink das HR-Verfahren Amexel/Xelex, das auf der Systemtheorie und der Humanistischen Psychologie basiert.

## Schriften (Auswahl)
als Autor
- Populationsdichte und soziales Verhalten. Lang, Bern 1972 (zugl. Dissertation, Universität Zürich 1972).
- mit Elisabeth Michel-Alder und Silvia Schmid: Sich selbst managen: Die eigene Entwicklung im beruflichen und privaten Umfeld gestalten. Ott, Thun 1998, ISBN 3-7225-6680-0.
- mit Rolf Fink: Topschrott: Unwahres und Falsches zu Führung und Management. Orell Füssli, Zürich 2002, ISBN 3-280-05003-0.
- Hans Biäsch (1901-1975). Ein Pionier der angewandten Psychologie. Chronos, Zürich 2011, ISBN 978-3-0340-1088-7.

als Herausgeber
- mit Peter Müri: Sich und andere führen. hep Verlag Bern, 2015 (16. vollständig überarbeitete und erweiterte Auflage), ISBN 978-3-7225-0139-0.
- mit Peter Müri: Führen mit Kopf und Herz. 1988, ISBN 3-7225-6643-6.
- Captain oder Coach? Neue Wege im Management. Ott, Thun 1995, ISBN 3-7225-6661-4.